# Iso Varaissaari
Iso Varaissaari är en ö i Päijännesjö i Finland. Den ligger i sjön Päijänne och i kommunen Sysmä i den ekonomiska regionen  Lahti  och landskapet Päijänne-Tavastland, i den södra delen av landet, 170 km norr om huvudstaden Helsingfors. Öns area är 11,2 hektar och dess största längd är 0,8 kilometer i sydöst-nordvästlig riktning.